# Іст-Бетел (Міннесота)
Іст-Бетел (англ. East Bethel) — місто (англ. city) в США, в окрузі Анока штату Міннесота. Населення — 11 786 осіб (2020).

## Географія
Іст-Бетел розташований за координатами 45°21′12″ пн. ш. 93°13′4″ зх. д. / 45.35333° пн. ш. 93.21778° зх. д. (45.353254, -93.217699).  За даними Бюро перепису населення США в 2010 році місто мало площу 124,25 км², з яких 116,04 км² — суходіл та 8,22 км² — водойми.

## Демографія
Згідно з переписом 2010 року, у місті мешкало 11 626 осіб у 4060 домогосподарствах у складі 3221 родини. Густота населення становила 94 особи/км².  Було 4237 помешкань (34/км²).
Расовий склад населення:
| - 95,9 % — білих - 1,6 % — азіатів - 0,5 % — корінних американців - 0,4 % — чорних або афроамериканців |

До двох чи більше рас належало 1,3 %. Частка іспаномовних становила 1,0 % від усіх жителів.
За віковим діапазоном населення розподілялося таким чином: 26,2 % — особи молодші 18 років, 66,8 % — особи у віці 18—64 років, 7,0 % — особи у віці 65 років та старші. Медіана віку мешканця становила 38,6 року. На 100 осіб жіночої статі у місті припадало 109,1 чоловіків;  на 100 жінок у віці від 18 років та старших — 110,1 чоловіків також старших 18 років.
Середній дохід на одне домашнє господарство  становив 93 697 доларів США (медіана — 87 245), а середній дохід на одну сім'ю — 101 289 доларів (медіана — 98 851). Медіана доходів становила 59 196 доларів для чоловіків та 45 000 доларів для жінок. За межею бідності перебувало 5,1 % осіб, у тому числі 6,6 % дітей у віці до 18 років та 2,4 % осіб у віці 65 років та старших.
Цивільне працевлаштоване населення становило 6659 осіб. Основні галузі зайнятості: виробництво — 22,0 %, освіта, охорона здоров'я та соціальна допомога — 17,2 %, будівництво — 10,9 %, роздрібна торгівля — 10,2 %.